# Job
Job är i judisk och kristen mytologi en gestalt som utsätts för Guds prövningar genom att Satan tillåts ta ifrån honom hans rikedom, barn och hälsa. Berättelserna om Job återfinns i en bok som bär hans namn i judendomens Ketuvim och kristendomens Gamla testamente.
Job blir med Guds tillåtelse berövad sina tillgångar, hans tio barn dödas och han själv drabbas av varbölder över hela kroppen. Trots detta anklagar Job inte Gud. Enligt sentida teologer handlar berättelsen om Job om varför en rättfärdig människa måste lida livets orättvisa och hur man kan bli upprättad.

## Handling
Jobs bok inleds med att Satan, kallad Anklagaren (Åklagaren i 1917 års bibelöversättning), i samtal med Gud berättar att han rest över jorden. Gud frågar om Anklagaren sett Guds tjänare Job, som Gud anser vara den mest rättrådiga människan på jorden. Anklagaren svarar att det inte är konstigt att Job är rättrådig, när Gud ser till att han har ett så gott liv. Gud svarar med att ge Satan tillåtelse att ta alla Jobs ägodelar från honom.
Satan ser till att Job förlorar hela sin boskap och alla sina tio barn. Men Job börjar inte klaga för detta. Satan går åter till Gud, och säger till Gud, att det inte är konstigt att Job inte anklagar Gud så länge han fortfarande är frisk, ren och stark. Gud ger Satan tillåtelse att skada Job kroppsligen. Satan låter Job drabbas av varbölder över hela kroppen.
Då Jobs hustru sade till honom: »Håller du fortfarande fast vid din oförvitlighet? Förbanna Gud och dö!« Han svarade henne: »Du talar som en dåre. Vi tar emot det goda från Gud, skall vi då inte också ta emot det onda?« – Under allt detta kom inte ett syndigt ord över Jobs läppar.(Job 2:9–10).
Därefter kommer tre vänner – Elifas, Bildad och Sofar – till Job för att visa sin medkänsla. Efter sju dagars gemensam tystnad tar Job till orda och förbannar den dag han blev född. Detta föranleder de tre vännerna att förebrå honom. Talen dem emellan upptar mer än hälften av bokens längd. Efter att de tre vännerna har gett upp sina förmaningstal tar den yngre Elihu, som också verkar vara en av Jobs vänner, vid. Han förebrår först och främst de tre vännerna, men förebrår även Job själv för att denne klagar över Guds elakhet. Enligt Elihu kan man inte förebrå Gud något, eftersom Gud inte har något intresse i att skada människor. Han klandrar Job för att vilja önska sig döden och att inte ha blivit född, då Guds vishet är oändlig och inte begriplig för en människa.
I sista delen av Job talar Gud ur en stormvind. Han fortsätter det som Elihu talat om: att Gud är Skaparen och står över mänskligt klander. Han tar som exempel olika djur; han pekar på att ett djur måste dö för att ett annat ska överleva, och på hur alla hans skapelser åberopar honom. Sedan vänder sig Gud till Jobs tre vänner i vrede, och förebrår dem skarpt för att de har talat felaktigt om Guds avsikter. Även Job ber om förlåtelse då han har haft fel bild av Gud. Slutligen blir Job återupprättad av Gud som skänker honom dubbelt så mycket boskap som tidigare samt tio nya barn.

## Åminnelsedagar
Job åminnes av evangelisk-lutherska Missouri-synoden i deras liturgiska kalender den 9 maj, av Romersk-katolska kyrkan den 10 maj och av östliga ortodoxa kyrkan den 6 maj.
Han firas även av armeniska apostoliska kyrkan den 6 maj och 26 december samt den 27 april och 29 augusti av koptisk-ortodoxa kyrkan.